# Дворец Одиссея на Итаке
Дворец Одиссея (греч. Παλάτι του Οδυσσέα) — условное название дворца, развалины которого были обнаружены в 2010 году на острове Итаке в Ионическом море. Сделавшие находку археологи сразу заявили, что хозяином дворца был герой греческих мифов Одиссей.
В историографии нет единого мнения о том, какой именно остров следует считать Итакой, фигурирующей в поэмах Гомера. Высказывались предположения в пользу Лефкаса и Палики — полуострова на западном побережье Кефалинии (согласно Страбону перешеек настолько низкий, что нередко затопляется). Тем не менее Генрих Шлиман предполагал, что дворец Одиссея находился на горе Аэтос (Αετός) близ одноимённой деревни на юге современной Итаки. На этом острове, начиная с 1994 года, вёл раскопки греческий археолог Танасис Пападопулос (Θανάσης Παπαδόπουλος), который в 2010 году обнаружил развалины трёхуровневого строения с лестницей, пробитой в скале.
«Согласно имеющимся серьезным данным, со всеми научными оговорками, мы убеждены, что находимся перед дворцом Одиссея и Пенелопы — единственным дворцом гомеровских времен, который еще не был открыт», — заявил Пападопулос журналистам.